# Comuna Râu de Mori, Hunedoara
Râu de Mori (în maghiară: Malomvíz, în germană: Mühlbach) este o comună în județul Hunedoara, Transilvania, România, formată din satele Brazi, Clopotiva, Ohaba-Sibișel, Ostrovel, Ostrov, Ostrovu Mic, Râu de Mori (reședința), Sibișel, Suseni, Unciuc și Valea Dâljii.

## Demografie
Componența etnică a comunei Râu de Mori
     Români (91,64%)
     Romi (1,71%)
     Alte etnii (0,13%)
     Necunoscută (6,52%)
Componența confesională a comunei Râu de Mori
     Ortodocși (70,95%)
     Penticostali (11,97%)
     Baptiști (8,16%)
     Alte religii (1%)
     Necunoscută (7,92%)
Conform recensământului efectuat în 2021, populația comunei Râu de Mori se ridică la 2.991 de locuitori, în scădere față de recensământul anterior din 2011, când fuseseră înregistrați 3.153 de locuitori. Majoritatea locuitorilor sunt români (91,64%), cu o minoritate de romi (1,71%), iar pentru 6,52% nu se cunoaște apartenența etnică. Din punct de vedere confesional, majoritatea locuitorilor sunt ortodocși (70,95%), cu minorități de penticostali (11,97%) și baptiști (8,16%), iar pentru 7,92% nu se cunoaște apartenența confesională.

## Politică și administrație
Comuna Râu de Mori este administrată de un primar și un consiliu local compus din 13 consilieri. Primarul, Flaviu Dilertea[*], de la Partidul Social Democrat, este în funcție din octombrie 2020. Începând cu alegerile locale din 2024, consiliul local are următoarea componență pe partide politice:
|  | Partid                          | Consilieri | Componența Consiliului | Componența Consiliului | Componența Consiliului | Componența Consiliului | Componența Consiliului | Componența Consiliului | Componența Consiliului |
|  | ------------------------------- | ---------- | ---------------------- | ---------------------- | ---------------------- | ---------------------- | ---------------------- | ---------------------- | ---------------------- |
|  | Partidul Social Democrat        | 7          |                        |                        |                        |                        |                        |                        |                        |
|  | Alianța pentru Unirea Românilor | 2          |                        |                        |                        |                        |                        |                        |                        |
|  | Partidul Național Liberal       | 2          |                        |                        |                        |                        |                        |                        |                        |
|  | Forța Dreptei                   | 2          |                        |                        |                        |                        |                        |                        |                        |

## Atracții turistice
- Biserica de zid "Cuvioasa Paraschiva" din satul Clopotiva, construcție secolul al XIX-lea, monument istoric
- Biserica de zid "Pogorârea Sfântului Duh" din satul Ostrov, construcție secolul al XIV-lea, monument istoric
- Biserica de zid "Sfântul Ioan Botezătorul" din Clopotiva, construcție 1763, monument istoric
- Biserica parohială reformată din satul Râu de Mori, construcție secolul al XVIII-lea, monument istoric
- Biserica cnezilor Cândea din satul Suseni, construcție secolul al XIV-lea, monument istoric
- Casa nobiliară a Cândeștilor din satul Râu de Mori
- Cetatea Colț, monument istoric (secolul al XV-lea)
- Case tradiționale țărănești din satul Clopotiva
- Rezervația naturală "Calcarele de la Fața Fetii" (20 ha)
- Lacul Bucura, cel mai mare lac glaciar din România

## Personalități născute aici
- Valer Bociat (1876 - 1939), deputat în Marea Adunare Națională de la Alba Iulia.

## Imagini

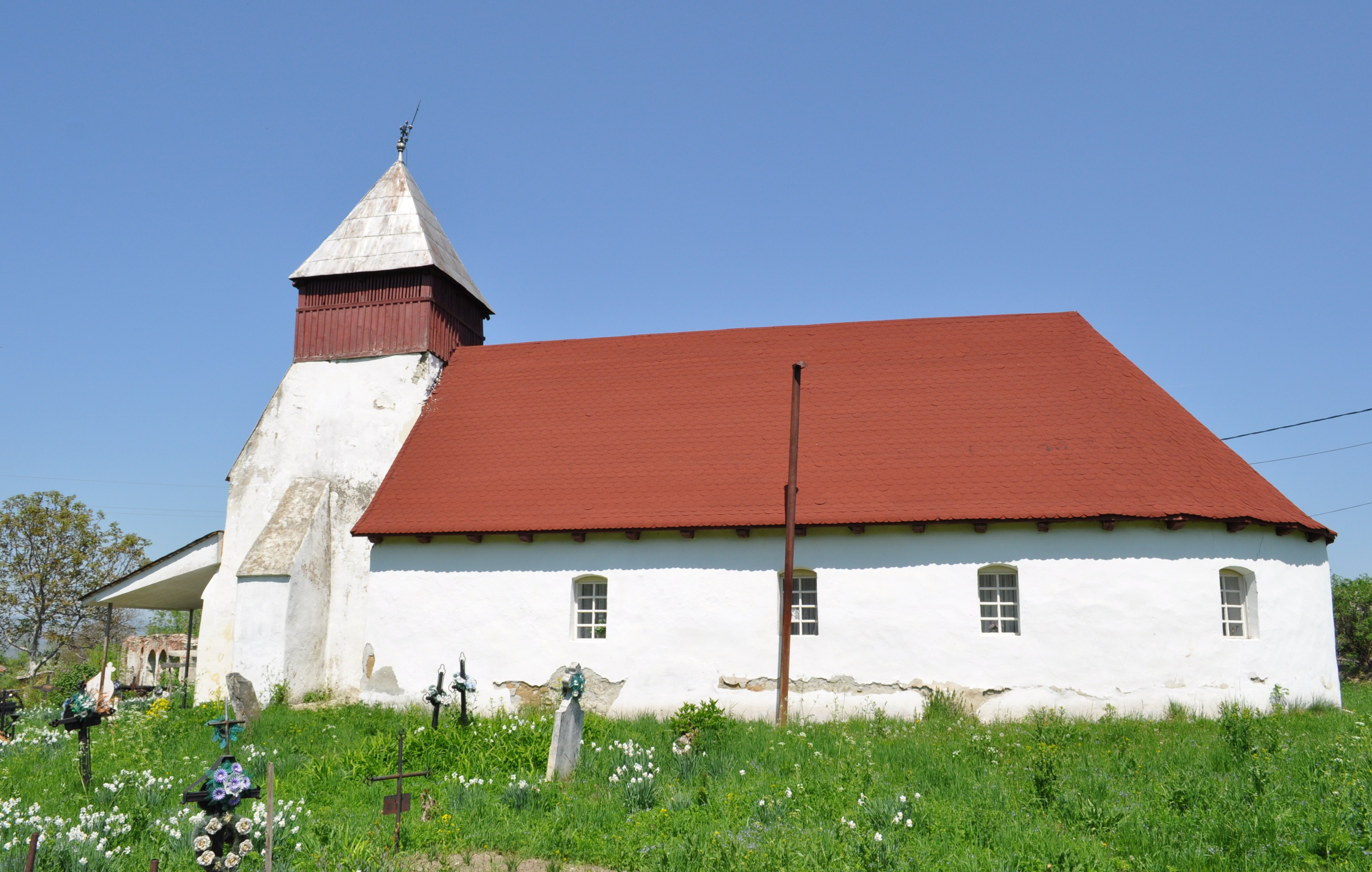
Biserica „Duminica tuturor sfinților” din Râu de Mori (monument istoric)
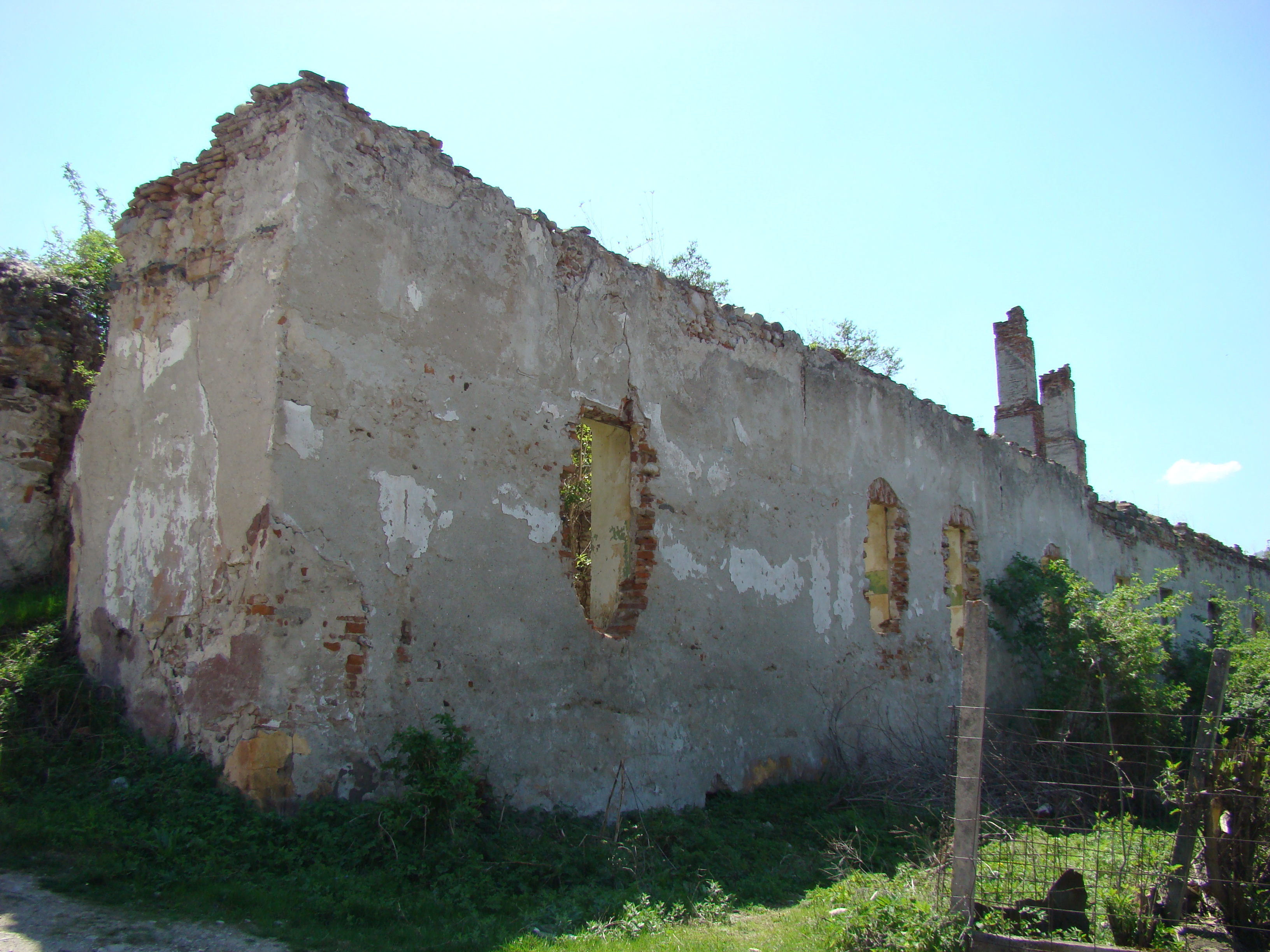
Ruinele curţii nobiliare a Cândeştilor
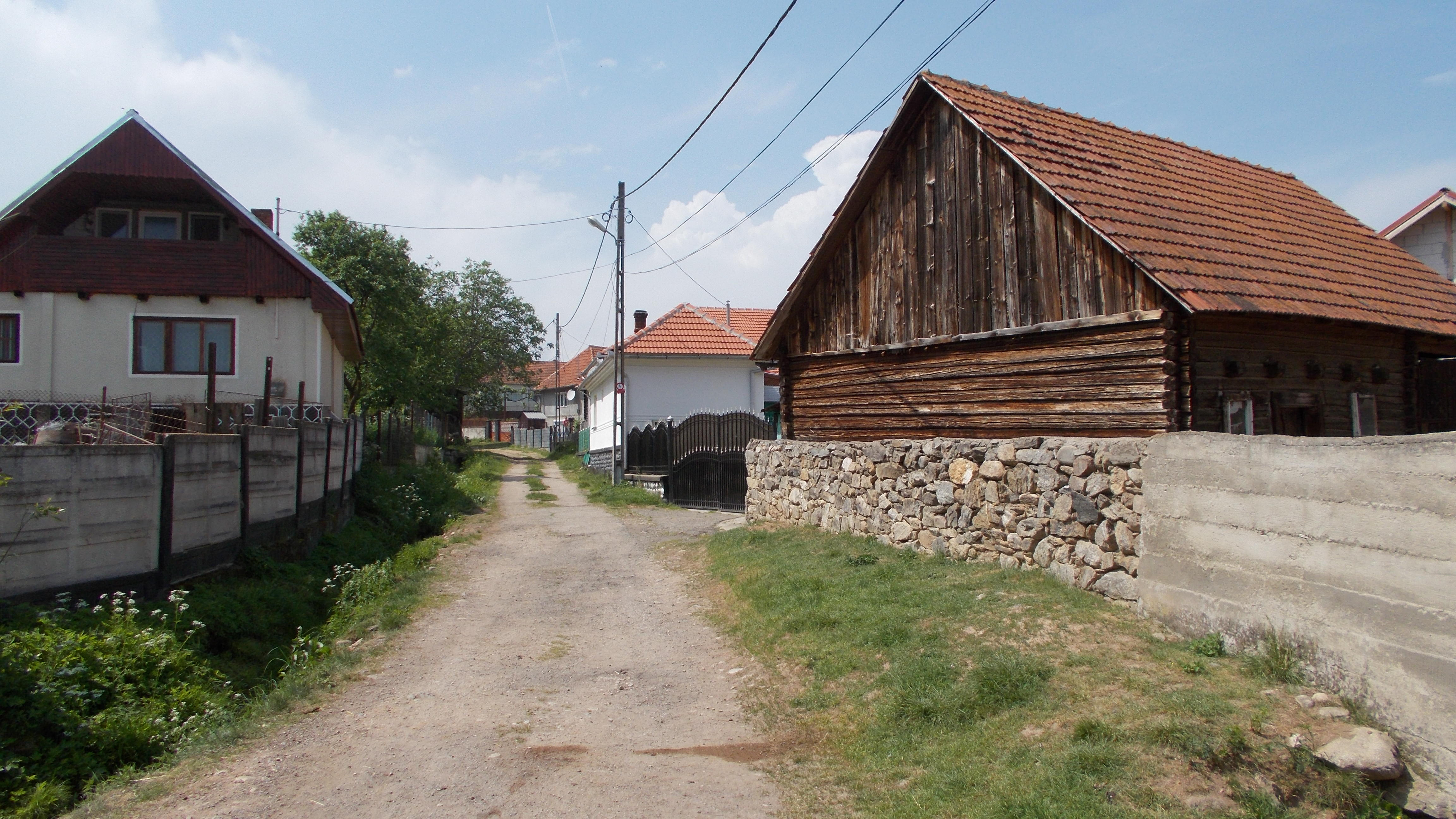
Clopotiva
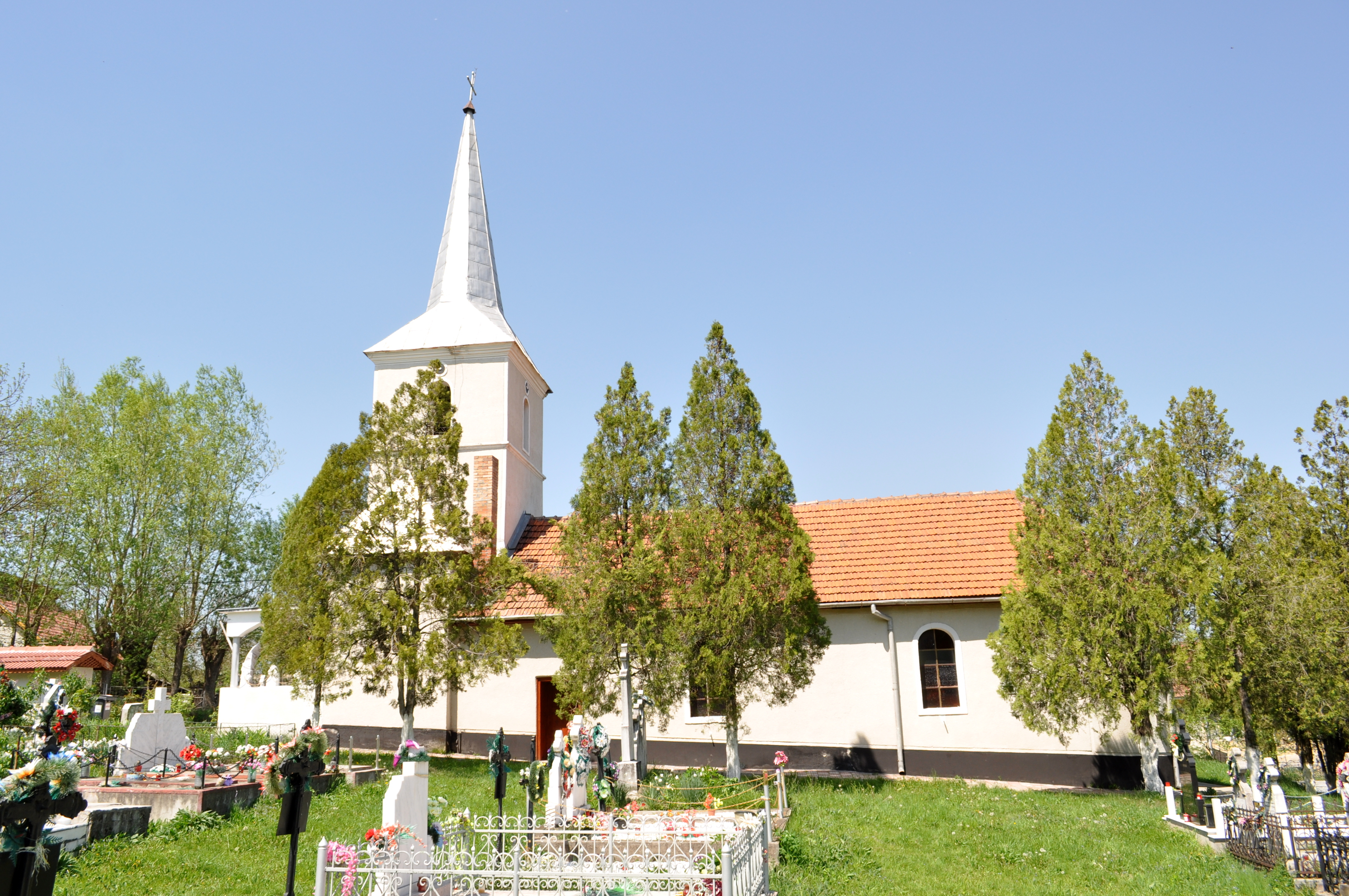
Biserica „Sf. Ioan Botezătorul" (monument istoric)
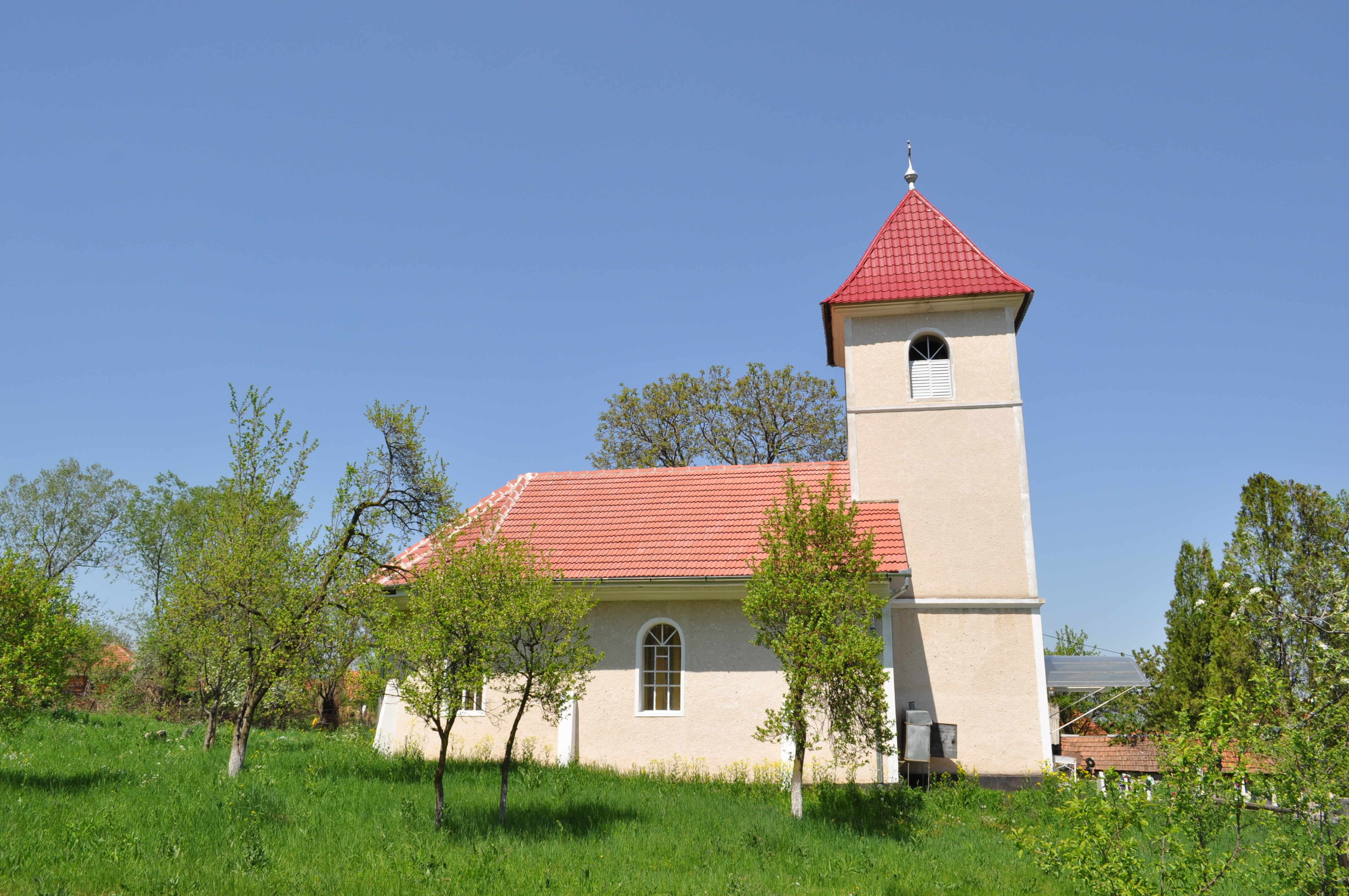
Biserica „Cuvioasa Paraschiva" (monument istoric)
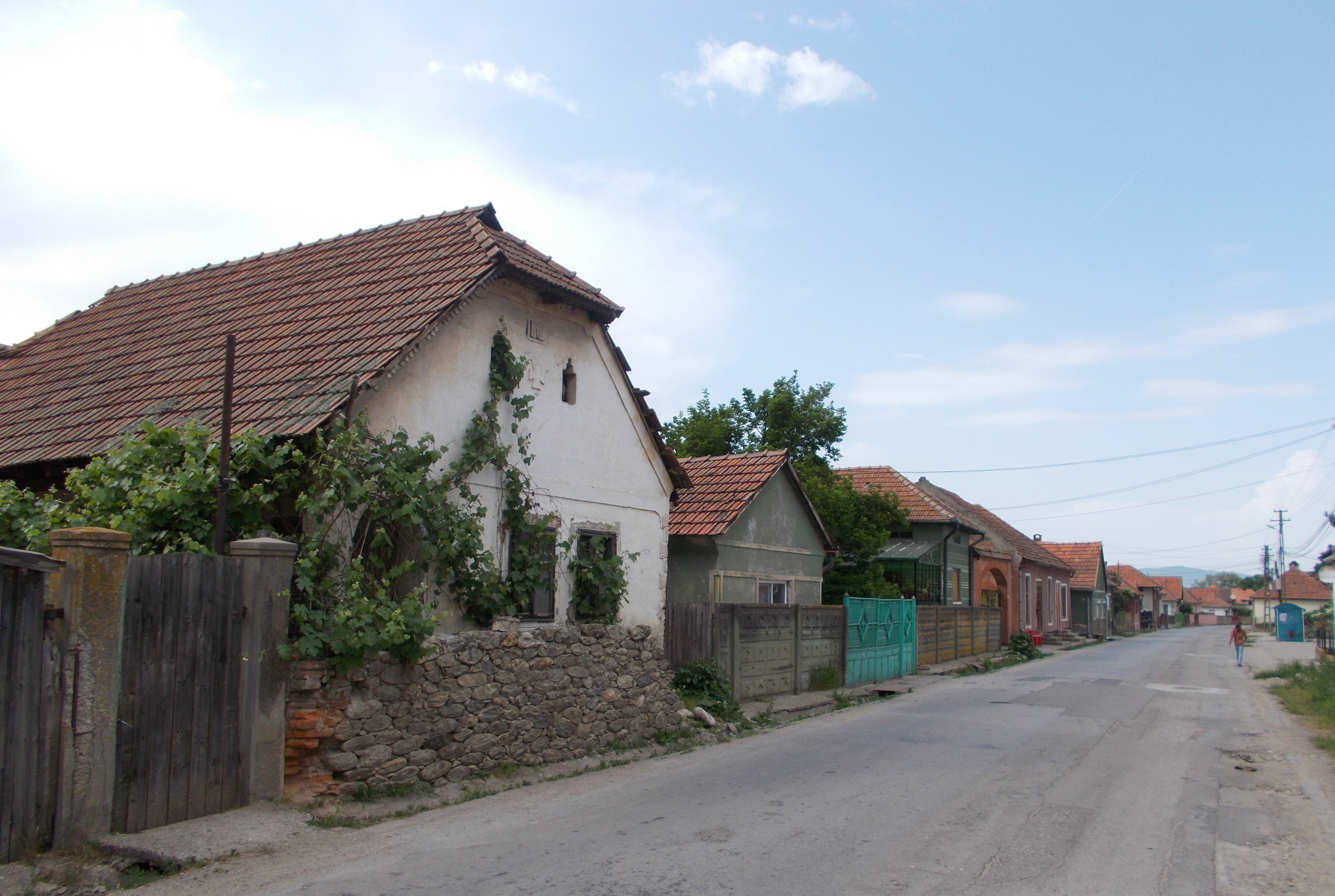
Ostrovu Mic
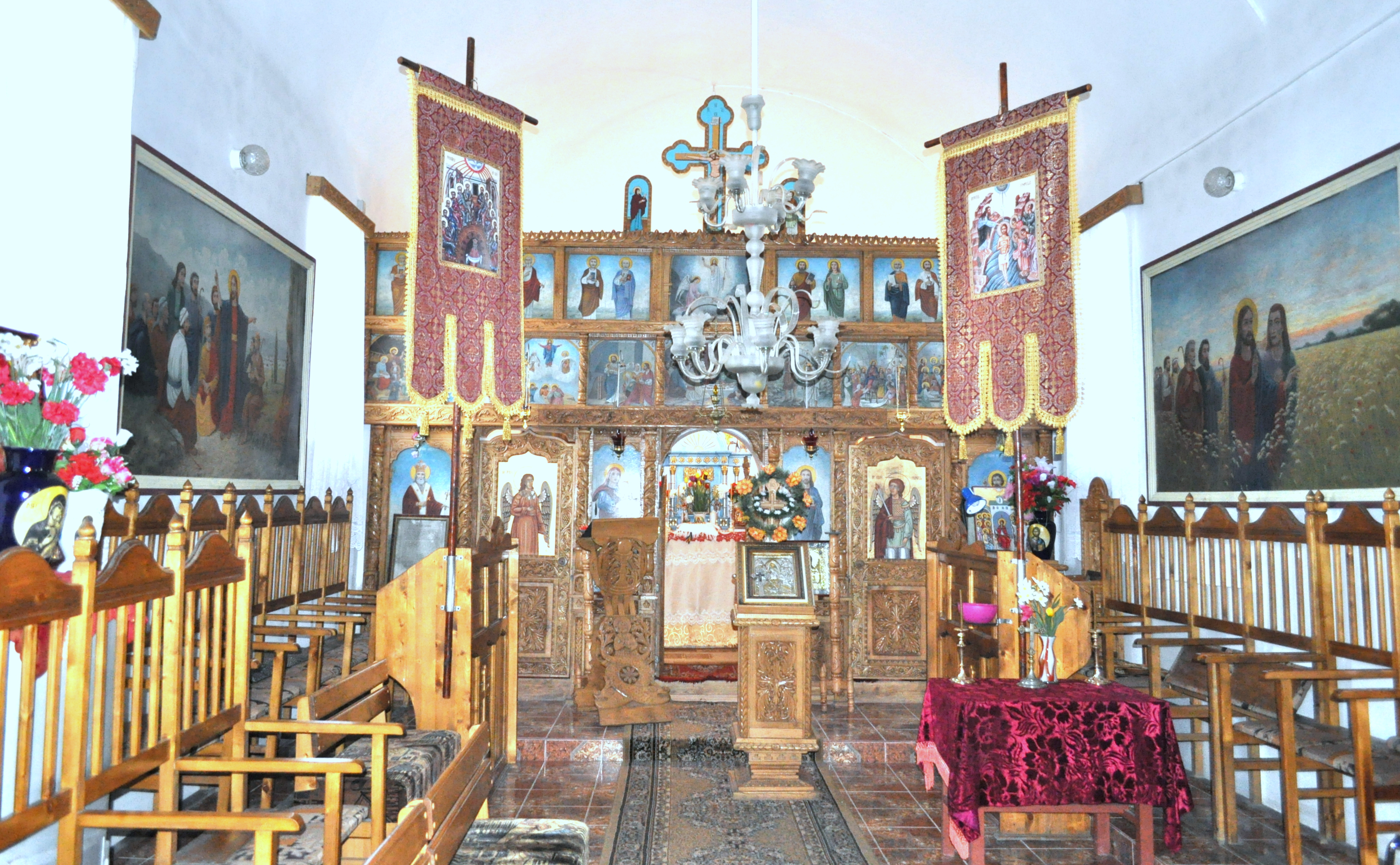
Biserica „Pogorârea Sfântului Duh" din Ostrov (monument istoric)
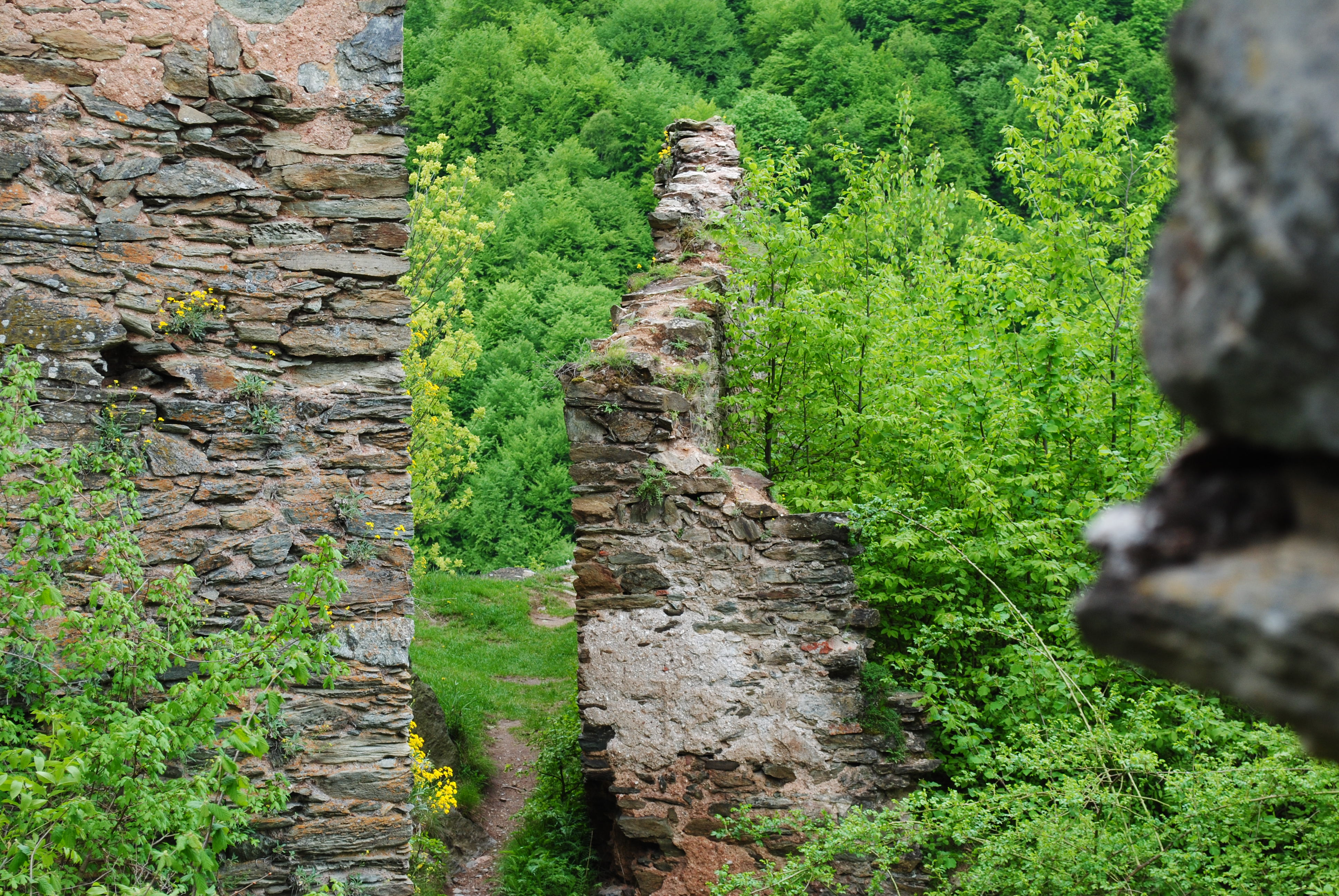
Cetatea cnezială a Cândeștilor (Cetatea de Colț)
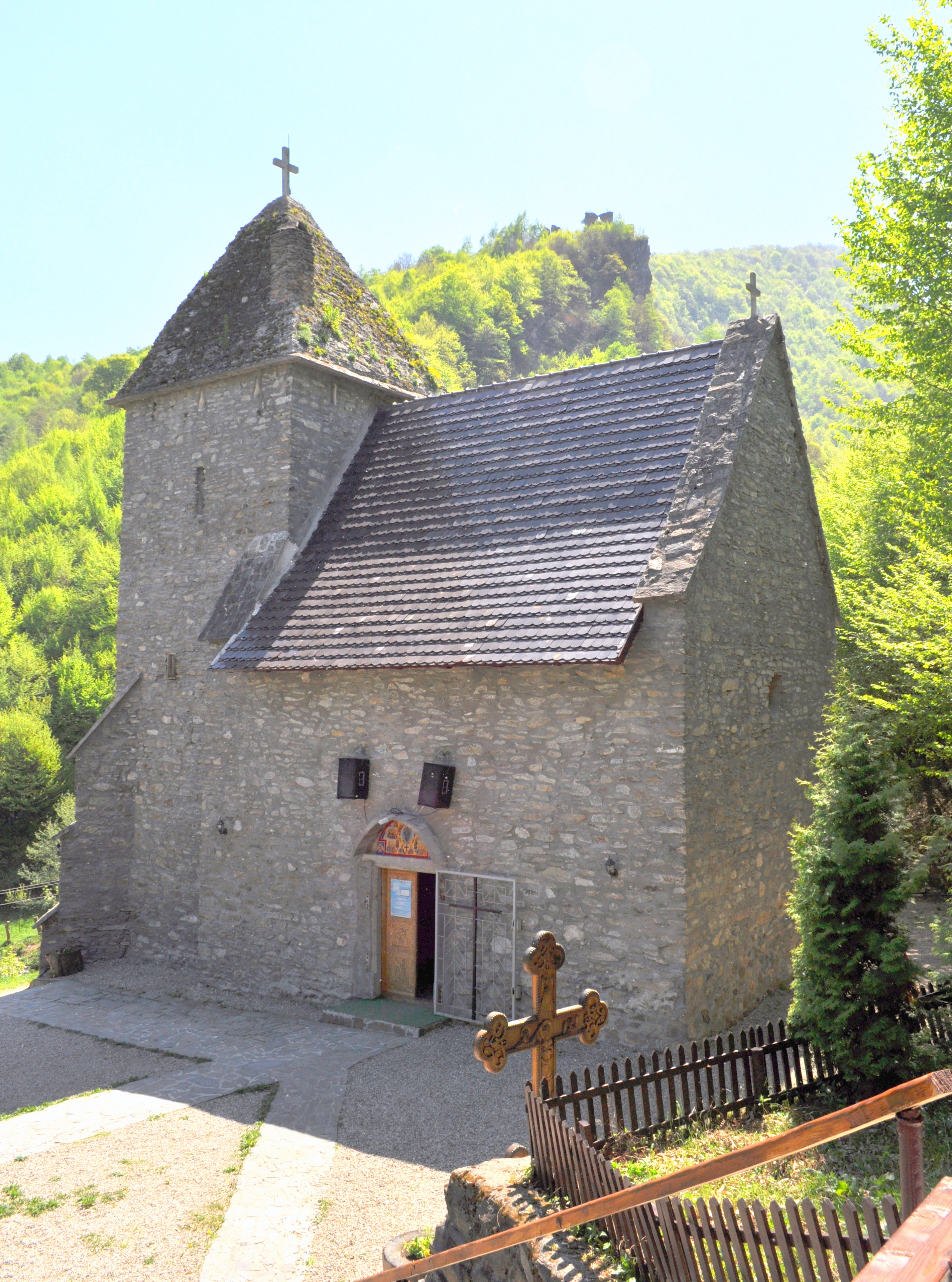
Biserica cnezilor Cândea din Suseni (monument istoric)
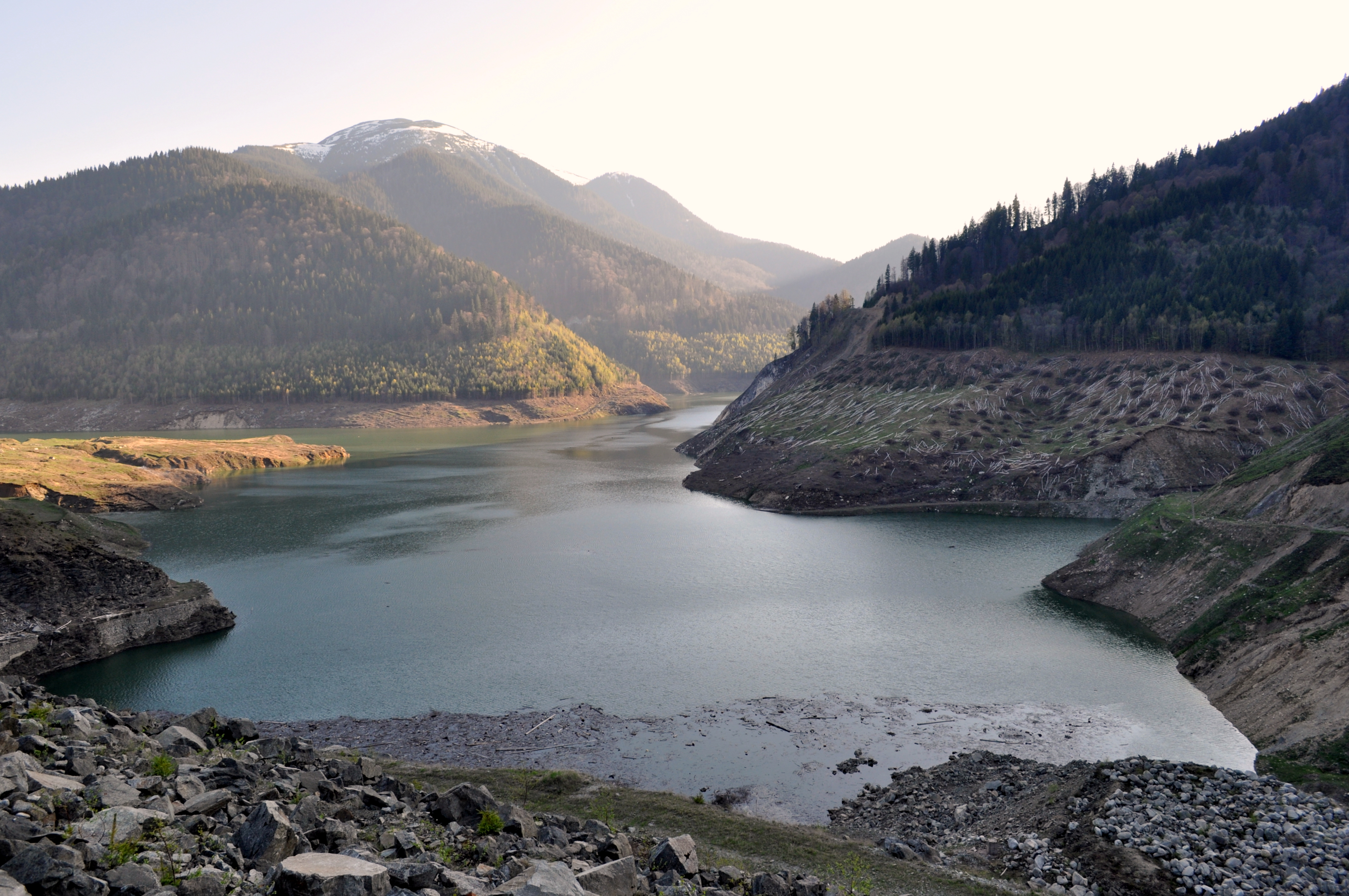
Lacul de acumulare Gura Apelor